# Sondre Slettemark
Sondre Aputsiaq Rein Slettemark (* 10. September 2004 in Nuuk) ist ein grönländischer Biathlet.

## Sportliche Laufbahn

### Jugend, Junioren und IBU-Cup
Die ersten Wettkämpfe auf internationaler Ebene bestritt der junge Grönländer in der Saison 2022/23. Beim IBU-Cup in Idre Fjäll erreichte er im Sprint einen 48. Rang. Bei der Jugendweltmeisterschaft in Schtschutschinsk wurde er im Einzel 33., im Sprint 28. und in der Verfolgung 22. Im folgenden Jahr belegte er in Jakuszyce sowohl im IBU-Junior-Cup im Sprint als auch bei der Junioren-EM im Massenstart mit 60 Teilnehmern den vierten Platz. Sein bestes IBU-Cup Ergebnis bis zu diesem Zeitpunkt gelang ihm beim gleichen Wettbewerb in Sjusjøen, als er als Neunter zum ersten Mal im Erwachsenenbereich zu den Top Ten gehörte. Seine ersten beiden Siege bei internationalen Wettbewerben sicherte sich Slettemark im Januar 2025 bei der Juniorenveranstaltung im Südwesten Polens, als er im Sprint und im Massenstart bei der Siegerehrung auf der obersten Stufe des Podests stand. Eine Woche später wurde er ebenfalls im Massenstart in Altenberg Vizeeuropameister der Junioren. Bestes Resultat bei den Erwachsenenwettbewerben bis zum aktuellen Zeitpunkt (Stand: Februar 2025) war ein achter Platz im Sprint von Ridnaun.

### IBU-Weltcup
Mit seiner Schwester Ukaleq Astri schrieb Sondre Slettemark 2023 beim Weltcup Auftakt in Östersund Sportgeschichte. Die beiden bildeten beim Single-Mixed-Event die erste Staffel Grönlands, die jemals bei einer Sportveranstaltung im Erwachsenenbereich an den Start ging. Als eins von drei Teams erreichten sie jedoch nicht das Ziel, da überrundete Mannschaften aus dem Wettbewerb genommen wurden. Am gleichen Ort bestritt der auf der größten Insel der Erde geborene Sportler auch seine ersten Einzelwettkämpfe in der Eliteklasse, kam jedoch über den 96. Platz im Einzel und den 85. Rang im Sprint nicht hinaus. In Oberhof zwei Saisons später verbesserte er sich im Sprint auf den 65. Platz. Wie schon zwei Jahre zuvor schrieben die Slettermarks auch 2025 Sportgeschichte. Ukaleq Astri und Sondre waren die Ersten, die für Grönland bei einer Winter-WM der Erwachsenen als Mannschaft an den Start gingen. Und im Gegensatz zu 2023, als die beiden vorzeitig aus dem Rennen genommen wurden, erreichten sie diesmal das Ziel und waren damit besser als vier andere Duos, die wegen Überrundung den Wettbewerb beenden mussten.

## Persönliches
Sondre Slettemark ist der Sohn zweier früherer Biathleten und Skilangläufer. Sein Vater ist der gebürtige Norweger Øystein Slettemark (* 1967) und seine Mutter die Grönländerin Uiloq geb. Heilmann (* 1965). Seine Großmutter mütterlicherseits war die dänische Künstlerin Astri Marie Helgesen (1934–1991). Über seinen grönländischen Großvater mütterlicherseits, den Gymnasialrektor Isak Heilmann (1935–2013), stammt er von den Künstlern Johannes (1862–1940) und Jens Kreutzmann (1828–1899) ab. Beide Eltern bekleiden die leitenden Positionen bei Grønlands Biathlon Forbund. Sein jüngerer Bruder Inuk (* 2006) ist ebenfalls als Biathlet aktiv.

## Statistik

### Biathlon-Weltcup-Platzierungen
Die Tabelle zeigt alle Platzierungen (je nach Austragungsjahr einschließlich Olympische Spiele und Weltmeisterschaften).
- 1.–3. Platz: Anzahl der Podiumsplatzierungen
- Top 10: Anzahl der Platzierungen unter den ersten zehn (einschließlich Podium)
- Punkteränge: Anzahl der Platzierungen innerhalb der Punkteränge (einschließlich Podium und Top 10)
- Starts: Anzahl gelaufener Rennen in der jeweiligen Disziplin
- Staffel: inklusive Mixed- und Single-Mixed-Staffeln

| Platzierung             | Einzel | Sprint | Verfolgung | Massenstart | Staffel | Gesamt |
| ----------------------- | ------ | ------ | ---------- | ----------- | ------- | ------ |
| 1. Platz                |        |        |            |             |         |        |
| 2. Platz                |        |        |            |             |         |        |
| 3. Platz                |        |        |            |             |         |        |
| Top 10                  |        |        |            |             |         |        |
| Punkteränge             |        |        |            |             |         |        |
| Starts                  | 1      | 3      |            |             | 1       | 5      |
| Stand: 24. Februar 2025 |        |        |            |             |         |        |

### Biathlon-Weltmeisterschaften
Ergebnisse bei den Weltmeisterschaften:
| Weltmeisterschaften | Weltmeisterschaften | Einzelwettbewerbe | Einzelwettbewerbe | Einzelwettbewerbe | Einzelwettbewerbe | Staffelwettbewerbe | Staffelwettbewerbe | Staffelwettbewerbe |
| Jahr                | Ort                 | Einzel            | Sprint            | Verfolgung        | Massenstart       | Männerstaffel      | Mixedstaffel       | S.-M.-Staffel      |
| ------------------- | ------------------- | ----------------- | ----------------- | ----------------- | ----------------- | ------------------ | ------------------ | ------------------ |
| 2025                | Lenzerheide         | 69.               | –                 | –                 | –                 | –                  | –                  | 23.                |

### Jugendweltmeisterschaften
Ergebnisse bei den Jugendweltmeisterschaften:
| Weltmeisterschaften | Weltmeisterschaften | Einzelwettbewerbe | Einzelwettbewerbe | Einzelwettbewerbe | Einzelwettbewerbe | Staffelwettbewerbe | Staffelwettbewerbe |
| Jahr                | Ort                 | Einzel            | Sprint            | Verfolgung        | Massenstart 60    | Männerstaffel      | Mixedstaffel       |
| ------------------- | ------------------- | ----------------- | ----------------- | ----------------- | ----------------- | ------------------ | ------------------ |
| 2021                | Obertilliach        | 25.               | 24.               | 23.               | nicht ausgetragen | –                  | nicht ausgetragen  |
| 2022                | Soldier Hollow      | 33.               | 20.               | 26.               | nicht ausgetragen | –                  | nicht ausgetragen  |
| 2023                | Schtschutschinsk    | 33.               | 28.               | 22.               | nicht ausgetragen | –                  | –                  |
| 2024                | Otepää              | 61.               | 12.               | N/A               | DNF               | –                  | –                  |

### Junior-Cup-Siege
Die Tabelle listet alle Siege im IBU-Junior-Cup:
| Nr. | Datum         | Ort       | Disziplin      |
| --- | ------------- | --------- | -------------- |
| 1.  | 16. Jan. 2025 | Jakuszyce | Sprint         |
| 2.  | 18. Jan. 2025 | Jakuszyce | Massenstart 60 |